# روبرت كيو. مارستون
روبرت كيو. مارستون (بالإنجليزية: Robert Q. Marston)‏ هو طبيب أمريكي، ولد في 12 فبراير 1923 في Toano, Virginia ‏ في الولايات المتحدة، وتوفي في 14 مارس 1999 في غينزفيل في الولايات المتحدة.